# Fietssnelweg F752
De F752, ook bekend als Het Routeke en de Kolenspoorroute, is een fietssnelweg in Belgisch Limburg. Ze loopt over het oude kolenspoor dat de mijn van Zolder verbindt met de Kolenhaven en het Albertkanaal in Lummen. De lengte van de weg bedraagt 6 km.
De route sluit in Lummen aan op de F5 langs het Albertkanaal en in Zolder op de F75. De fietssnelweg is volledig verhard in asfalt en bezit met enkele wegen ongelijkvloerse kruisingen: de N72, de Zolderseweg en spoorlijn 15. De laatste twee van deze kruisingen bevinden zich op het grondgebied van Heusden-Zolder.
De F752 maakt deel uit van het Limburgse fietsroutenetwerk tussen knooppunt 304 en 311. Ze is volledig vrij van gemotoriseerd verkeer.